# Arena Adler
A Arena Adler ou Arena de Adler, também Centro de Patinação Arena de Adler (Адлер-Арена (em russo)), é uma arena oval com capacidade para 8.000 lugares construída para servir aos eventos de patinação de velocidade nos Jogos Olímpicos de Inverno de 2014, em Sochi, na Rússia. Foi inaugurado em 2012 e se parece com um iceberg ou culpa gelo. Após os Jogos Olímpicos o local se transformará num centro de exibições.
O custo total para a sua construção foi de 32,8 milhões dólares, incluindo os trabalhos temporários para os Jogos Olímpicos. Antes dos Jogos Olímpicos de 2013 foi palco do Campeonato Russo de Patinação de Velocidade, em dezembro de 2012, além do Campeonato Mundial de Patinação de Velocidade no Gelo Single Distance de 2013.